# Blush
| Совокупная оценка | Совокупная оценка |
| Источник          | Оценка            |
| ----------------- | ----------------- |
| Metacritic        | 76/100            |
| Оценки критиков   |                   |
| Источник          | Оценка            |
| Beats Per Minute  | 7.1/10            |
| The Forty-Five    | [ 3 ]             |
| NME               | [ 4 ]             |
| Pitchfork         | 6.8/10            |
| Sputnikmusic      | [ 6 ]             |

Blush  — дебютный студийный альбом американской актрисы и певицы Майи Хоук (дочери актёров Умы Турман и Итана Хоука), вышедший 21 августа 2020 года на независимом лейбле Mom + Pop.

## История
До выхода альбома актриса дебютировала в музыке в августе 2019 года, выпустив двойной сингл-сет с песнями «To Love a Boy» и «Stay Open». Синглы со сторонами А и В были спродюсированы и написаны музыкантом Джесси Харрис, а Хоук выступила в качестве автора текстов. Этот альбом был выпущен вскоре после того, как Хоук приобрела популярность благодаря своим ролям в фильмах «Очень странные дела» и «Однажды в Голливуде».
Хоук анонсировала альбом и выпустила его первый сингл «By Myself» в марте 2020 года. Второй сингл «Coverage» вышел в апреле 2020 года. Режиссером клипа на песню стал отец Майи Итан Хоук. Дата выхода альбома была перенесена с 19 июня 2020 года на 21 августа 2020 года на фоне протестов после убийства Джорджа Флойда. Хоук написала: «Я чувствую, что сейчас не время для саморекламы. Это время для активизации, образования и самоанализа». За день до выхода Blush Хоук выпустила финальный сингл «Generous Heart» и клип на него.

## Композиция и слова
Хоук рассказала сайту Pitchfork: «Этот альбом получился случайно. С моей точки зрения, Blush — это коллекция тайных посланий, скрытых коммуникаций с людьми в моей жизни». Она сказала журналу Nylon, что «Мы [Харрис и Хоук] продолжали писать, продолжали собирать песни, потому что это приносило радость в нашу жизнь. Собрать их в альбом и выпустить его — это безумное, если не патологическое желание поделиться этой радостью с другими». По сути, эта пластинка — размышление о детстве и ранних годах Хоука.
В музыкальном плане Blush выполнен в жанре фолк-рок с дополнительными элементами кантри. Критики отметили, что «тщательно выверенный темп ударных» и «акцентированные» «нежные», «деликатные» гитары являются основными «ароматами» пластинки..

## Отзывы
Альбом получил положительные отзывы музыкальных критиков и интернет-изданий. В интернет-агрегаторе Metacritic, устанавливающем в среднем оценку до ста, основанную на профессиональных рецензиях, альбом получил 76 баллов на основе 8 полученных рецензий, что означает «получил в целом положительные отзывы от критиков».
Патрик Райан из USA Today описал альбом как «12-песенную коллекцию игривых, эвокативных писем её друзьям, семье и любовникам» и отметил, что «интимно-личная музыка напоминает героев песен Хоук: Джони Митчелл, Фиону Эппл и Тейлор Свифт». Риан Дейли из NME написала, что альбом «демонстрирует работу автора песен, который, даже будучи в некотором роде новичком, может управлять вашим вниманием и эмоциями с помощью самых непринужденных строк и заставить вас задуматься о собственной жизни и отношениях с нежной поддержкой близкого друга. Держите „Blush“ поближе — он особенный». Пейтон Томас из Pitchfork написал: «Переход актера Stranger Things в музыку освежающе продуманный и сдержанный, с эмоционально острым написанием песен и легким голосом, обернутым в аранжировки Лорел Каньона». Конор Локри из Beats Per Minute описал музыкальный стиль Хоук как «уютный и неугрожающий, чувствующий своё место в мире», и написал, что "Blush — это, в своей мягкой и приятной манере, сильная дебютная коллекция кантри и фолк песен. Николь Альмедиа из Atwood Magazine описала альбом как «уже классически звучащую работу, которая, благодаря своим фолк-инфлектированным звукам и впечатляющему лиризму Хоук, заставляет боли роста звучать довольно восхитительно». Sputnikmusic отметил, что «Blush обладает спокойной уверенностью в себе», и что его «простые аранжировки являются комплиментом голосу [Хоук], который достаточно проворный, чтобы пробираться через все интроспективные стихи альбома, и в то же время сохраняет достаточно силы, чтобы время от времени исполнять нокаутирующий припев. […] ничто здесь не должно быть настолько броским, чтобы отвлекать от слов».

## Список композиций
По данным Apple Music.
Слова и музыка всех песен — Maya Hawke и Jesse Harris.
| №                   | Название             | Длительность |
| ------------------- | -------------------- | ------------ |
| 1.                  | «Generous Heart»     | 3:35         |
| 2.                  | «So Long»            | 3:59         |
| 3.                  | «By Myself»          | 2:26         |
| 4.                  | «Animal Enough»      | 3:27         |
| 5.                  | «Coverage»           | 3:45         |
| 6.                  | «Hold the Sun»       | 2:59         |
| 7.                  | «River Like You»     | 2:16         |
| 8.                  | «Bringing Me Down»   | 2:35         |
| 9.                  | «Cricket»            | 3:10         |
| 10.                 | «Menace»             | 3:57         |
| 11.                 | «Goodbye Rocketship» | 3:10         |
| 12.                 | «Mirth»              | 2:57         |
| Общая длительность: | Общая длительность:  | 38:16        |